# Centrale thermique d'Orot Rabin
 (septembre 2015).
Si vous disposez d'ouvrages ou d'articles de référence ou si vous connaissez des sites web de qualité traitant du thème abordé ici, merci de compléter l'article en donnant les références utiles à sa vérifiabilité et en les liant à la section « Notes et références ».
La centrale thermique d'Orot Rabin est une centrale thermique dans le district d'Haïfa en Israël.